# Amna
Cristina Andreea Muşat (Slatina, 24 de marzo de 1984), más conocida como Amna, es una cantante y compositora rumana, que saltó a la fama en 2011 con el sencillo «Tell Me Why» con la colaboración de Tom Boxer.

## Biografía

### Sus inicios
Amna nació en Slatina, el condado de Olt, pero creció en Bucarest. Estudió piano y música en la Alta Escuela de Canto George Enescu. En paralelo se graduó de la Escuela Secundaria Bilingüe Cosbuc George, de la Facultad de Relaciones Internacionales y una maestría en negocios y mercadotecnia.

### 2011:Tell Me Why, su salto a la fama
Su primera canción, «Tell Me Why», tuvo gran éxito a nivel nacional e internacional, pues ocupó las primeras posiciones en países como Polonia, España, Argentina, Colombia, Serbia, Grecia, México, Chile, Ecuador y Albania.

## Discografía

### Sencillos
- «Tell Me Why»
- «She Bangs»
- «Feel Alone»
- «La La Like It»
- «Arme» (con What's Up)
- «Fără Aer» (con Adda)

### Colaboraciones
- «Esta noche» (de Boris)
- «Hey Ho» (de Mauricio Rivera con Obie-P)
- «Tonight» (de Sonic-e & Woolhouse)
- «Party Zone» (de Jordi MB)
- «Chicas in the Party» (de Adrià Ortega)